# Виторија (Модена)
Виторија (итал. Vittoria) је насеље у Италији у округу Модена, региону Емилија-Ромања.
Према процени из 2011. године у насељу је живело 50 становника. Насеље се налази на надморској висини од 30 м.